# Saison 12 d'Une famille formidable
Chronologie
Saison 11 d'Une famille formidable Saison 13 d'Une famille formidable
Cet article présente les épisodes de la douzième saison de la série télévisée française Une famille formidable.

## Épisodes

### Épisode 1:L'Énigme des papas perdus
- France : 16 novembre 2015
- Belgique : 12 novembre 2015
- Suisse :

### Épisode 2:Cœurs blancs, cœurs noirs
- France : 23 novembre 2015
- Belgique : 19 novembre 2015
- Suisse :

### Épisode 3:Lisbonne-Strasbourg, allers-retours
- France : 30 novembre 2015
- Belgique : 26 novembre 2015
- Suisse :

### Épisode 4:Une autre vie
- France : 7 décembre 2015
- Belgique : 3 décembre 2015
- Suisse :

## Audimat
| Épisode | Diffusion        | Téléspectateurs | Parts de marché (sur les 4 ans et plus) | Classement des audiences de la soirée | Référence |
| ------- | ---------------- | --------------- | --------------------------------------- | ------------------------------------- | --------- |
| 1       | 16 novembre 2015 | 6 258 000       | 25,5 %                                  | 1er                                   | [ 1 ]     |
| 2       | 23 novembre 2015 | 5 881 000       | 23,7 %                                  | 1er                                   | [ 2 ]     |
| 3       | 30 novembre 2015 | 5 636 000       | 23.2 %                                  | 1er                                   | [ 3 ]     |
| 4       | 7 décembre 2015  | 5 531 000       | 22 %                                    | 1er                                   | [ 4 ]     |

Sur fond vert : plus hauts chiffres d'audiences
Sur fond rouge : plus bas chiffres d'audiences